# Scyllarides tridacnophaga
Scyllarides tridacnophaga är en kräftdjursart som beskrevs av Lipke Bijdeley Holthuis 1967. Scyllarides tridacnophaga ingår i släktet Scyllarides och familjen Scyllaridae. IUCN kategoriserar arten globalt som livskraftig. Inga underarter finns listade i Catalogue of Life.